# Pseudosphaeroma tuberculatum
Pseudosphaeroma tuberculatum is een pissebed uit de familie Sphaeromatidae. De wetenschappelijke naam van de soort is voor het eerst geldig gepubliceerd in 1980 door Erling Sivertsen & Lipke Holthuis.